# Oreste Marcoz
Oreste Marcoz (Aosta, 1905 – Challand-Saint-Victor, 1972) fou un polític i advocat valldostà. Militant d'Unió Valldostana, el 1959 presidí el Consell de la Vall en un govern de la coalició Leone rampante formada per UV, PSI, PCI i PSDI i ocupà el càrrec fins al 1963, quan fou substituït per Severino Caveri. A les eleccions legislatives italianes de 1968 fou candidat d'UV al Senat d'Itàlia, però no fou escollit. El 5 de setembre de 1970 fou escollit alcalde d'Aosta en coalició amb PCI i PSI i suport dels Demòcrates Populars. El desembre de 1971 va dimitir per a presentar-se novament com a candidat al Senat a les eleccions de 1972, i aquest cop assolí l'escó, però no el va arribar a ocupar, ja que va morir en un accident d'automòbil el 25 d'abril de 1972 quan tornava dels comicis a Ayas.
| Precedit per: Vittorino Bondaz | Presidents de la Vall d'Aosta 1959 - 1963 | Succeït per: Severino Caveri |